# ۲ زن برزنجیر
۲ زن برزنجیر یک ستاره است که در صورت فلکی آندرومدا قرار دارد.